# Alain Thiboult
Alain Thiboult est un footballeur français, né le 13 mai 1957 à Vannes. Il occupait le poste de milieu de terrain ou d'attaquant. Il est aujourd'hui conseiller technique départemental (CTD) des Côtes d'Armor.

## Biographie
Alain Thiboult joue principalement en faveur du club de Guingamp. Il reste 10 saisons dans ce club, disputant 306 matchs en Division 2 avec cette équipe.

## Carrière de joueur
- 1976-1977 : UCK Vannes -  France
- 1977-1987 : EA Guingamp -  France
- 1987-1988 : FC Lorient -  France[1]